# Ropaži (novads)
Ropaži est un novads de Lettonie, situé dans la région de Vidzeme. En 2009, sa population est de 6 832 habitants.